# McDonnell ADM-20

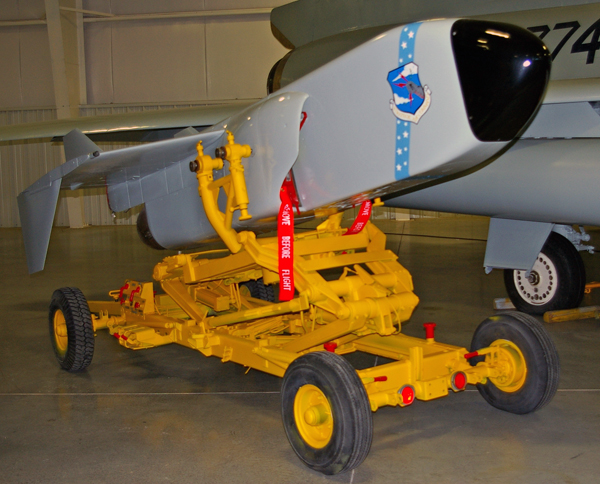
McDonnell ADM-20

Die McDonnell GAM-72, spätere Bezeichnung ADM-20 Quail, war ein Flugkörper zum Einsatz von einer Boeing B-52 aus. Er wurde von der USAF verwendet und vom US-amerikanischen Hersteller McDonnell Aircraft Corporation gefertigt. Die GAM-72 beschrieb nach dem Absetzen Flugmanöver, die einer echten B-52 entsprachen. Darüber hinaus entsprachen die elektromagnetische Abstrahlung und der Radarquerschnitt ebenfalls der einer B-52. Dies diente dazu, die gegnerische Luftverteidigung zu verwirren, indem mehrere gleichwertige Ziele vorgetäuscht werden sollten. Es handelt sich um ein besatzungsloses, autopilotgesteuertes, einstrahliges Schulterdeckerflugzeug mit einem Turbojetantrieb.

## Technik
Die GAM-72 verfügt über einen Rumpf mit senkrechten Seiten, doppeltem Seitenleitwerk sowohl oberhalb des Rumpfes als auch unterhalb und einem Deltaflügel. Zur weiteren Vergrößerung des Radarquerschnittes war im Bugbereich ein Radarreflektor eingebaut. Auch ein Chaff-Werfer und eine Infrarotquelle konnten eingebaut werden. Für den Transport wurde der Flugkörper zusammengefaltet, so dass die äußeren Abmessungen 3,94 × 0,74 × 0,66 m nicht überstiegen. Es konnten so bis zu acht GAM-72 in einer B-52 mitgeführt werden. Im normalen Einsatz wurden vier Flugkörper hinten im Bombenschacht gestaut. Vor dem Abwurf wurden sie abgesenkt und entfaltet. Der Autopilot des Flugkörpers konnte am Boden vorprogrammiert werden. Er ermöglichte es, zwei Kurven zu fliegen und eine Geschwindigkeitsänderung vorzunehmen. Die Triebwerke befanden sich im hinteren Teil des Flugkörpers.

## Entwicklung
Die Entwicklung des Flugkörpers begann 1955. Es wurden drei Varianten vorangetrieben, die GAM-71 Buck Duck, ein raketengetriebener Störkörper für die B-36, die SM-73 Bull Goose, ein bodenstartfähiger Langstreckenstörkörper und die GAM-72 Green Quail.
Im Februar 1956 fiel die Entscheidung, dass die Fertigung des GAM-72 bei McDonnell durchgeführt werden sollte. Gleichzeitig verkürzte man den Namen von Green Quail auf Quail. Im Juli 1957 begannen die Versuche an Bord einer B-52 und im November 1957 wurde der erste Flugkörper XGAM-72 vom Trägerflugzeug abgeworfen. Er führte einen nicht angetriebenen Gleitflug durch. Der erste Flug mit Antrieb wurde im August 1958 durchgeführt und im Dezember 1958 erfolgte die Fertigungsfreigabe. Insgesamt wurden bis 1960 34 Testabwürfe mit dem Flugkörper durchgeführt. Am 13. September 1960 wurden die ersten Serienflugkörper ausgeliefert, die am 1. Februar 1961 einsatzbereit waren.
Die zunächst verwendeten General Electric J85-GE-3 erwiesen sich als unzuverlässig und wurden Anfang 1960 gegen die J85-GE-7 getauscht. Die Flugkörper, die etwa 90 kg schwerer waren und eine etwas kleinere Flügelfläche besaßen, erhielten die Bezeichnung GAM-72A und absolvierten den Erstflug im März 1960. Bis auf die ersten 24 Serienflugkörper wurden alle als GAM-72A ausgeliefert.
1963 erhielten alle verbliebenen GAM-72A einen Höhenmesser, um so auch im Tiefflug eingesetzt werden zu können. Diese Variante erhielt die Bezeichnung GAM-72B.
Während der Planungs- und Entwicklungsphase im Jahr 1955 wurde der Flugkörper von der USAF als B-72 in der Sequenz der Bomberbezeichnungen geführt. Im Juni 1963 erfolgte eine Umbezeichnung der Flugkörper:
| alte Bezeichnung | neue Bezeichnung |
| ---------------- | ---------------- |
| GAM-72           | ADM-20A          |
| GAM-72A          | ADM-20B          |
| GAM-72B          | ADM-20C          |

## Einsatz
Die GAM-72 war zu Beginn ihrer Verwendung ein wirksamer Täuschkörper. Tests zeigten jedoch bereits 1972, dass durch Fortschritte in der Radartechnologie mit einer Sicherheit von über 90 % die echte B-52 vom Täuschkörper unterschieden werden konnte. Daraufhin begann die Ausmusterung. Die letzten Flugkörper wurden zum 30. Juni 1978 aus der Einsatzbereitschaft gezogen und im Dezember 1978 aus den Arsenalen entfernt. Insgesamt wurden 616 dieser Flugkörper hergestellt, davon wurden 561 an die Luftwaffe ausgeliefert.

Anzahl der sich im Einsatz befindenden GAM-72A nach Jahr:

Anzahl der sich im Einsatz befindenden GAM-72A nach Jahr.

| Jahr   | 1960 | 1961 | 1962 | 1963 | 1964 | 1965 | 1966 | 1967 | 1968 | 1969 | 1970 | 1971 | 1972 | 1973 | 1974 | 1975 | 1976 | 1977 |
| Anzahl | 93   | 397  | 436  | 492  | 477  | 465  | 457  | 448  | 445  | 430  | 430  | 430  | 417  | 417  | 415  | 355  | 355  | 354  |

## Technische Daten
| Kenngröße        | Daten der McDonnell ADM-20B/C             |
| ---------------- | ----------------------------------------- |
| Länge            | 3,94 m                                    |
| Spannweite       | 1,65 m                                    |
| Höhe             | 1,02 m                                    |
| Gewicht          | 540 kg                                    |
| Geschwindigkeit  | Mach 0,95                                 |
| Dienstgipfelhöhe | 15.200 m                                  |
| Reichweite       | 650 km                                    |
| Antrieb          | ein General Electric J85-GE-7 mit 10,9 kN |